# Vuelo arácnido
El vuelo arácnido o ballooning (del inglés, pronunciado baluning) hace referencia a un modo de transporte por los aires que ejercen algunas arañas empleando un sistema compuesto por hilos de seda de araña. Es una técnica de dispersión que favorece la supervivencia de la especie evitando la combatividad de los depredadores. En algunos casos las arañas llegan a ser transportadas cientos de kilómetros., 
Una de sus funciones consiste en la ampliación de territorios de caza de la araña en cuestión. Si no sucediera esta expansión, existiría una concentración de arañas de la misma especie compitiendo entre sí por el alimento.
Al principio se pensaba que únicamente las arañas jóvenes, ligeras, ejercían este método, pero posteriormente se ha observado que también lo realizan algunos machos pequeños e incluso algunas hembras de hasta 1 cm de longitud.
Aunque el fenómeno se conoce desde tiempos de Aristóteles, de los registros más antiguos que se conservan de la observación de esta función está el que hizo Charles Darwin a bordo del Beagle en la costa oriental del río de La Plata cuando una mañana de noviembre de 1832, desde la cubierta y mirando hacia la jarcia, observó cientos de minúsculas arañitas amarradas a sus «partes de telarañas fluctuantes».,  En su diario, el mismo Darwin hace referencia a J. Blackwall, otro naturalista que observó este comportamiento.

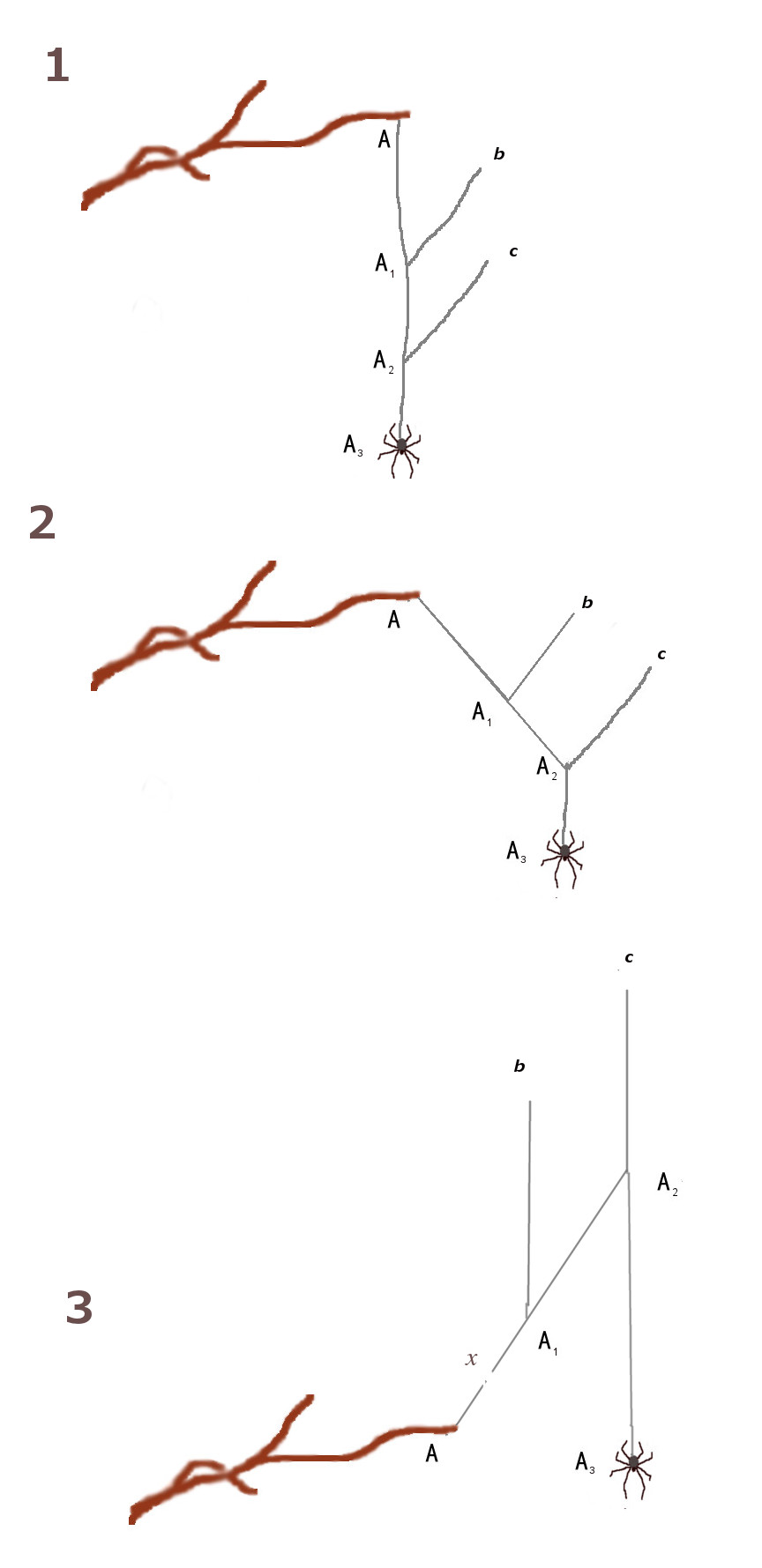
Esquema propuesto por P. F. Balboa para el alza del vuelo de las arañas empleando «velas» o «parapentes» de seda.

Respecto de este comportamiento, la poetisa asturiana Doña Eulalia de Llanos (1809-1865) se refirió así:

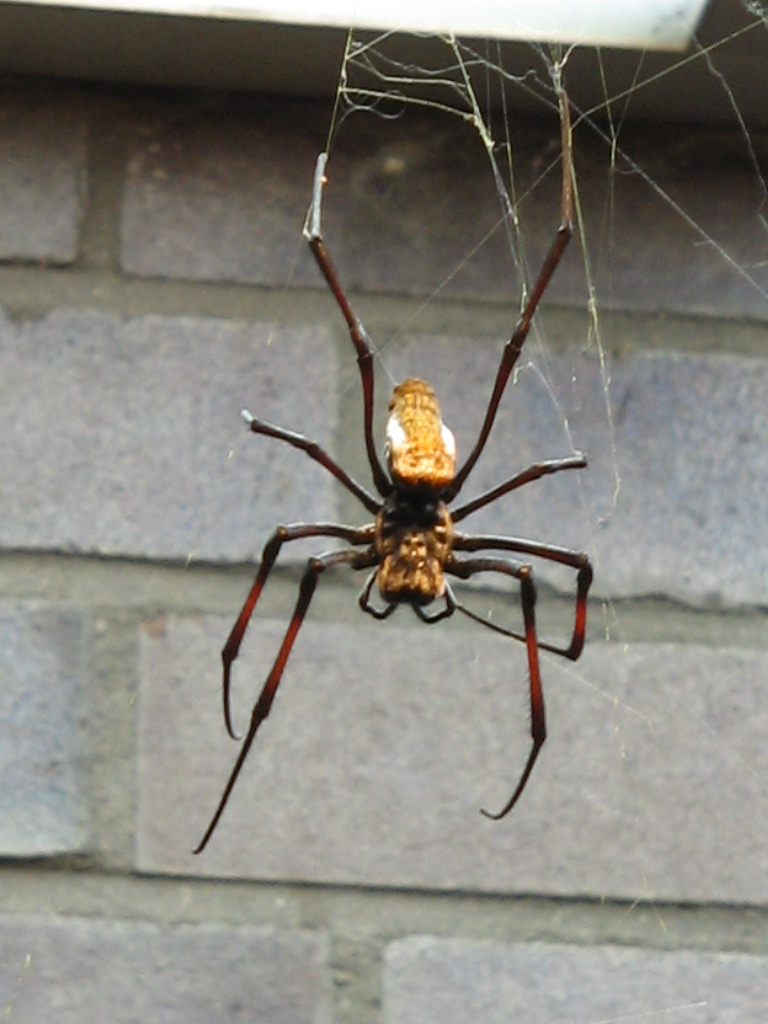
Seidenspinne gattung nephila en su seda.

—¡Ay! Tente: no te lances

A la región del viento,

Ni pongas tu existencia

En conocido riesgo.

—¡Ay! tente, que Natura,

No concedió a tu cuerpo

La aptitud necesaria

Para emprender un vuelo.|

## Mecanismo de alzado
Pelegrín Franganillo Balboa, en su manual de aracnología Las Arañas (1917), hace una descripción (ver figura a la derecha) de uno de los métodos empleados por algunos de estos arácnidos a fin de lograr este desplazamiento. Según este métodoː
1. Las arañas se descolgarían de una altura elevada a lo largo de un hilo fijado en "A". Llegado al punto "A1" liberarían un hilo adicional, "A1b". A este hilo, por ser tan liviano, cualquier brisa ascendente o corriente térmica lo alzaría fácilmente. La arañita seguiría su descenso y en otro punto, "A2", liberaría otro hilo, "A2c".
2. La tendencia ascendente de estos hilitos ejercería una fuerza contraria al peso de la arañita, la cual podría continuar descendiendo y liberando más hilitos, hasta que las fuerzas ascendentes fuesen suficientes para alzarla por los aires.
3. La ocurrencia de una ligera brisa haría que el sistema volador desplazara y rompiera el anclaje en un punto "x".

Otro mecanismo de fabricar el aparato volador es el siguiente: La araña se encarama a un saliente y desde allí alza la parte posterior de su abdomen para, con la más ligera brisa o corriente ascendente, liberar la seda hasta crear un hilo que proporcione la suficiente sustentación.

## Hileras
Las arañas disponen de varias estructuras que les confieren la factibilidad de producir seda, que es una proteína fibrosa, integrada principalmente por aminoácidos de glicina, alanina y serina.

Anatomía de una araña.

Las productoras de dicha seda se denominan hileras. Son tres: posteriores, medias y anteriores. Estas se ubican en el sector posterior del opistosoma del animal. En algunas especies se evidencia el cribelo, una estructura laminar por donde se expulsa la seda como «hilos» pequeños, los cuales se tratan en una malla delicada, por medio de una fila de seda denominada calamistro.

## Despegue y desplazamiento
Para que ocurra la aerodispersión, primero debe generarse un «despegue», por lo que la araña ha de colocarse en contra del viento y comenzar a producir seda, que por ser muy liviana favorece el arrastre generado por las corrientes de aire. Lentamente, el arácnido especificado con anterioridad comienza a relajar sus patas. En poco tiempo la red creada adquirirá la suficiente resistencia de modo que el arácnido se eleve y se transporte por el aire. En su trayecto puede encontrarse con algún obstáculo, por ejemplo un árbol, o bien aterrizar en algún sitio. La cota de la altitud influirá en la distancia que se recorrerá.

## Funciones
Esta técnica tiene diversas funciones, de las cuales se destacanː
- Desplazamiento
- Colonización
- Búsqueda de nuevas zonas de caza
- Polinización de las plantas (en caso de que porten polen consigo).[16]

## Observación del fenómeno
Un requisito para la ocurrencia de este fenómeno es una subida repentina de la temperatura. Un momento adecuado es un día soleado con ligera brisa, tras un periodo húmedo y frío. Este tipo de días es más común en primavera o en otoño, cuando periodos de lluvias se combinan con días soleados.
En estos días la temperatura del suelo se calienta rápidamente y provoca un flujo ascendente de aire que las arañas aprovechan para liberar sus sedas y emprender el vuelo.
Las maromas de seda son generalmente más fácilmente observables si se mira en dirección hacia el sol, en zonas con ramaje, de modo que la dispersión de la luz provocada por los finos hilos de seda permitan localizarlas.

## Dispersión y proliferación de la especie
Se piensa que el hecho de que hábitats como algunas islas de la Gran Barrera de Coral Australiana hayan sido colonizadas por siete familias diferentes de arañas, pero no de grandes migalomorfas (Mygalomorphae), se puede explicar únicamente por la capacidad dispersora de esas arañas mediante el vuelo o ballooning.
Algunas de las arañas emprendedoras caerán víctimas de los pájaros o caerán al agua o a otro entorno hostil. Sin embargo, otras sobrevivirán a su aventura e invadirán nuevos hábitats. Como ejemplo, siete meses después de la explosión del volcán Krakatoa, en 1883, el científico belga Edmond Cotteau lo único vivo que encontró en la devastada isla fue una araña tejiendo su telaraña.,, Cincuenta años posteriores al desastre, en la isla se encontraron más de 90 especies de arañas diferentes.
De manera similar, únicamente dos años después de la erupción del Monte Santa Elena, en 1980, se registraron allí mismo hasta 40 especies distintas de arañas que debían haber colonizado esas tierras muertas desde al menos un radio de 30 kilómetros.